# Retrospective I
Retrospective I è una selezione di canzoni tratte dai primi sette dischi della rock band canadese Rush, pubblicata il 6 maggio 1997; lo stesso giorno uscirono in versione remaster gli album del trio dall'omonimo Rush a Permanent Waves. La compilation non ebbe un gran successo di vendite dato che nella prima settimana d'uscita furono vendute solamente 5556 copie dell'album, il che non permise al disco di entrare nella Billboard Top 200.

## Tracce
1. The Spirit of Radio – 4:59 (da: Permanent Waves)
2. The Trees – 4:45 (da: Hemispheres)
3. Something for Nothing – 4:00 (da: 2112)
4. Freewill – 5:24 (da: Permanent Waves)
5. Xanadu – 11:07 (da: A Farewell to Kings)
6. Bastille Day – 4:40 (da: Caress of Steel)
7. By-Tor & The Snow Dog – 8:39 (da: Fly by Night)
8. Anthem – 4:24 (da: Fly by Night)
9. Closer to the Heart – 2:55 (da: A Farewell to Kings)
10. 2112 - Overture – 4:32 (da: 2112)
11. 2112 - Temples of Syrinx – 2:13 (da: 2112)
12. La Villa Strangiato – 9:37 (da: Hemispheres)
13. Fly by Night – 3:22 (da: Fly by Night)
14. Finding My Way – 5:05 (da: Rush)

## Formazione
- Geddy Lee - basso, voce, sintetizzatori
- Alex Lifeson - chitarra ed acustica, sintetizzatori
- Neil Peart - batteria, percussioni elettriche ed acustiche
- John Rutsey - batteria nella traccia Finding My Way